# Chris Grayling
Christopher Stephen (Chris) Grayling (Londen, Engeland, 1 april 1962) is een Brits politicus van de Conservative Party. Hij is lid van het Lagerhuis voor Epsom en Ewell sinds 2001.
Grayling was van 2010 tot 2019 opeenvolgend bewindspersoon in de kabinetten-Cameron I (2010–2015), Cameron II (2015–2016), May I (2016–2017) en May II (2017–2019). Hij was onderminister voor Werkgelegenheid van 2010 tot 2012, minister van Justitie van 2012 tot 2015, Lord President of the Council en Leader of the House of Commons van 2015 tot 2016 en minister van Transport van 2016 tot 2019.
Hij was de eerste minister van Justitie sinds Anthony Ashley Cooper (17e eeuw) die geen jurist was. Na het aantreden van Boris Johnson als premier op 24 juli 2019 verliet Grayling de regering. Voorafgaand aan zijn politieke loopbaan behaalde hij een Bachelor of Arts in geschiedenis aan de Universiteit van Cambridge en werkte vervolgens in de televisiewereld, onder meer bij de BBC. Van 1997 tot aan zijn verkiezing in 2001 was hij managementconsultant.
Voordat hij lid werd van de Conservatieve Partij was hij aangesloten bij de Social Democratic Party, een van de twee voorlopers van de Liberal Democrats.
Chris Grayling is getrouwd, heeft twee kinderen en speelt in zijn vrije tijd cricket.
- International Standard Name Identifier: 0000 0000 8427 6645
- Library of Congress Control Number: n84129400
- Nationale Bibliotheek van Israël: 987007436815605171
- Nederlandse Thesaurus van Auteursnamen: 074910922
- Système universitaire de documentation: 111873002
- Virtual International Authority File: 13715019
- WorldCat: E39PBJdWRcMtf3j8RYkWprryVC